# Ambasciatori delle Città anseatiche nel Regno Unito
L'ambasciatore delle Città anseatiche nel Regno Unito era il primo rappresentante diplomatico delle Città anseatiche (Amburgo, Brema e Lubecca) nel Regno Unito (già regno di Gran Bretagna, già regno d'Inghilterra).
Le relazioni diplomatiche iniziarono ufficialmente nel 1680 e rimasero attive sino alla costituzione della Confederazione Germanica del nord nel 1867 e poi dell'Impero tedesco nel 1871 quando le funzioni passarono all'ambasciatore tedesco nel Regno Unito.

## Città Anseatiche
- 1680-1706: Teodoro Jacobsen
- 1706-1720: Jacob Jacobsen
- 1720-1727: Johann Gerhard von Hoppman
- 1727-1741: Hinrich Elking
- 1741-1770: Martin Elking
- 1771-1784: Paul Amsinck
- 1784-1804: Henry Heymann
- 1804-1817: Patrick Colquhoun
- 1817-1855: James Colquhoun
- 1855-1861: Alfred Rücker
- 1861-1864: George Joachim Goschen, I visconte Goschen
- 1864-1866: Rudolf Schleiden
- 1866-1867: Friedrich Heinrich Geffcken

1867: Chiusura dell'ambasciata